# Kitsune

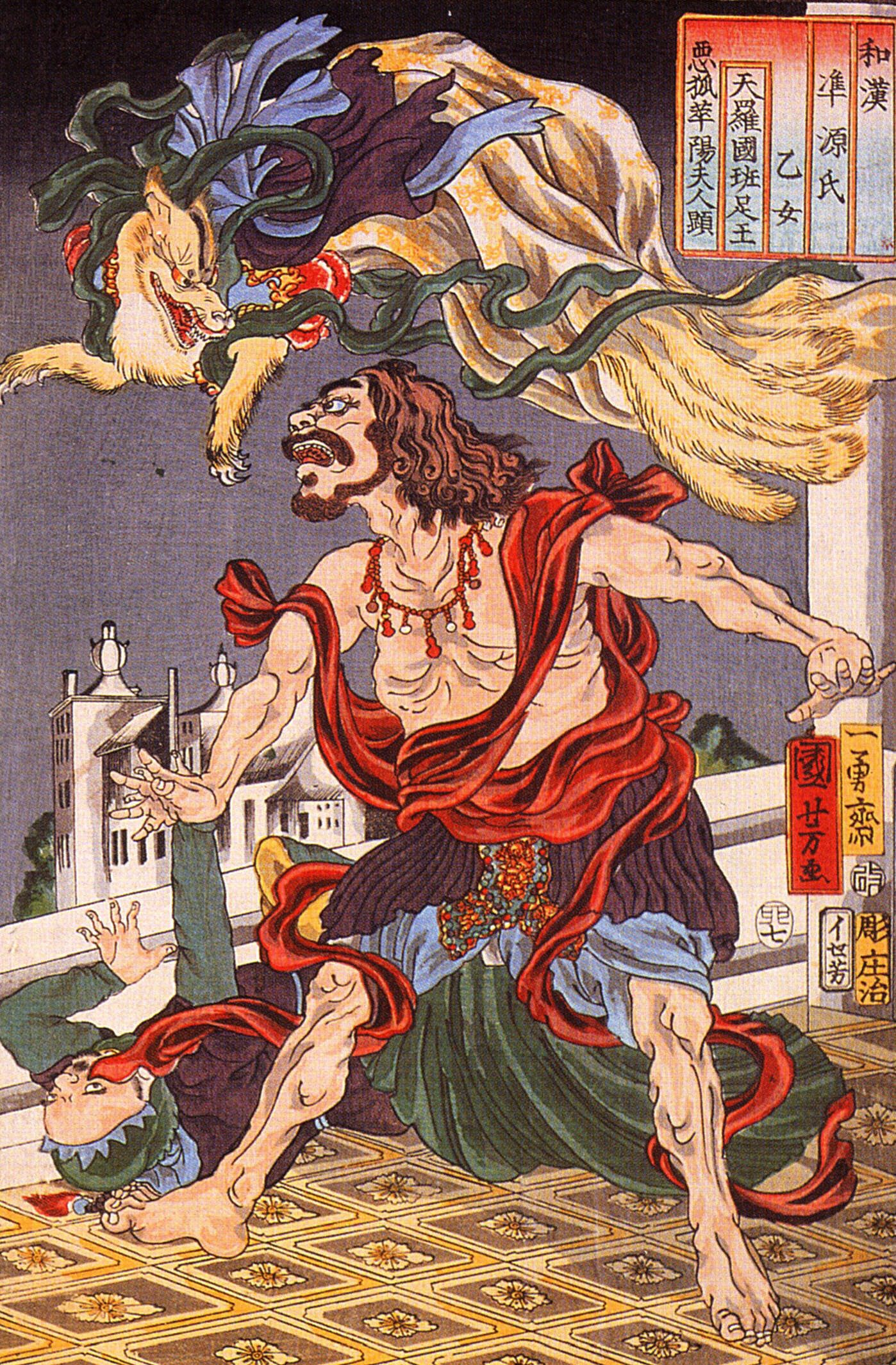
Hanzoku terroryzowany przez dziewięcioogoniastego lisa. Dzieło Kuniyoshi Utagawy, XIX wiek

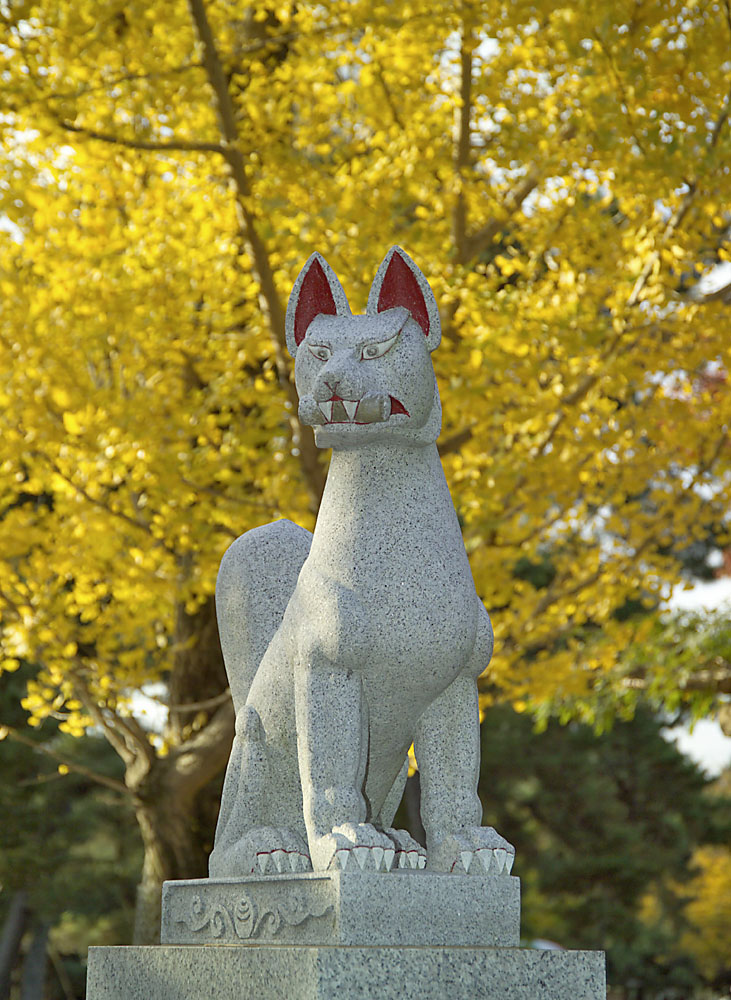
Pomnik kitsune w świątyni Inariego

Kitsune (jap. 狐 kitsune) – japońskie określenie lisa, używane w języku polskim w znaczeniu bajkowej postaci z dawnych mitów i podań.

## Ogólna charakterystyka
Lisy są bohaterami japońskiego folkloru, o cechach podobnych do europejskich skrzatów. W mitologii japońskiej przedstawiane są jako istoty rozumne i posiadające magiczne zdolności, które zwiększają się wraz z wiekiem i zdobytą wiedzą. Przede wszystkim mają one zdolność przyjmowania ludzkiej postaci. Niektóre legendy opisują kitsune wykorzystujące te zdolności do oszukiwania i omamiania. Inne historie ukazują je jako wiernych, opiekunów, przyjaciół, kochanków i żony.
Według podań starożytnej Japonii, lisy i ludzie żyli kiedyś bardzo blisko ze sobą, co doprowadziło do powstania wielu legend o tych stworzeniach. W tradycji japońskiej kitsune są ściśle związane z Inari, bóstwem shintō, któremu służą jako (czasem w postaci duchów) posłańcy. Ta rola wzmocniła nadprzyrodzone znaczenie lisa. Im więcej kitsune posiada ogonów, tym jest mądrzejszym i potężniejszym, aż do najpotężniejszych dziewięcio-ogoniastych lisich duchów. Ze względu na silnie zakorzeniony w kulturze wpływ, niektórzy ludzie nadal składają im ofiary jako bóstwom.
Japończycy uważali, że z lisami związane również jest zjawisko kitsunebi (lisie ogniki). Ogień miał pochodzić z kości, które lisy trzymały w pyskach. Mówiono również, że w ostatnią noc roku lisy spotykają się walnie przy świątyni Ōji Inari w Edo (obecnie Tokio), pod ubranym w ozdoby noworoczne drzewem enoki (wiązowca), gdzie ustalają rangi i przypisują zadania na najbliższy rok. Ich obecność miała być ukazywana poprzez bicie silnego światła, które było podstawą do przewidywania przez ludzi, czy w nadchodzącym roku plony będą obfite.
Kitsune można podzielić na dwa typy: yako (dzikie lisy) oraz zenko (dobre lisy)

## Yako (dzikie lisy)
Dzikie lisy według wierzeń opętywały ludzi, sprowadzały na nich choroby i szaleństwo, często też powodowały umysłowe upośledzenie. Wygnać demona z opętanego człowieka mogli jedynie górscy asceci lub kapłanki miko z chramów sintoistycznych. Według wielu podań istoty te potrafiły zamienić się w piękną kobietę i nakłaniały mężczyzn do seksu, aby wykraść ich energię witalną. Wierzono iż lisy mają słabość do świeczek i często wykradają z domów lampiony.
Jeden z dzikich lisów jest ukazany w historii Kitsune yamabushi ni ada no nasu koto (O zemście lisa na górskim pustelniku).
Drugi z dzikich lisów określany jest jako Nogitsune, czyli zła wersja Kitsune, która „żywiła” się bólem, konfliktami i chaosem.

## Zenko (dobre lisy)
Dobre lisy były uważane za wykonawców woli bóstw, a czasami nawet uważane były za bóstwa pożywienia, plonów, gór oraz szczęścia. W grupie zenko wyróżniamy kinko (złote lisy), ginko (srebrne lisy), byakko (białe lisy), kokko (czarne lisy), tenko (niebiańskie lisy). Oprócz nich istniały również kūko (powietrzne lisy), którymi stawały się lisy żyjące ponad trzy tysiące lat, były one uważane za lisie bóstwa.
Kinko i ginko to lisy uważane za symbole Słońca i Księżyca, w buddyzmie noszą na grzbiecie boginię Dakini, a razem z nią są wcieleniem Dainichi nyorai. Byakko to lisy silnie powiązane ze światem duchowym, przyjazne ludziom i sprowadzające na nich szczęście. Białe lisy są między innymi wysłannikami bóstwa Inari i czczone razem z nim. Kokko pochodzą z kultury chińskiej i są ucieleśnieniem Gwiazdy Północnej, a tenko to lisy, które żyją ponad tysiąc lat.
Znane są przypadki, gdy zenko również opętywały ludzi, jednak w odróżnieniu od dzikich lisów robiły to, aby im pomóc, na przykład rozwinąć w nich szczególne umiejętności lub wyleczyć z nieuleczalnych chorób. Zdarzało się, iż osoby, które były uprzednio opętane przez lisy zyskiwały nadnaturalne zdolności, takie jak przewidywanie przyszłości.

### Lisy
Kitsune może przybrać ludzką postać, czego uczy się po osiągnięciu określonego wieku - zwykle 100 lat, choć niektóre opowieści mówią o 50 latach. Warunkiem wstępnym transformacji jest umieszczenie nad głową trzciny, liścia lub czaszki. Powszechne formy przyjmowane przez kitsune obejmują piękne kobiety, młode dziewczyny, starszych mężczyzn i rzadziej młodych chłopców. Te formy nie są ograniczone przez wiek lub płeć lisa. Kitsune są szczególnie znane z podszywania się pod piękne kobiety. W feudalnej Japonii panowało powszechne przekonanie, że każda kobieta napotkana samotnie, zwłaszcza o zmierzchu lub w nocy, może być kitsune. Kitsune-gao ("lisia twarz") odnosi się do ludzkich kobiet, które mają wąską twarz z blisko osadzonymi oczami, cienkimi brwiami i wysokimi kośćmi policzkowymi. Tradycyjnie taka struktura twarzy jest uważana za atrakcyjną, a niektóre opowieści przypisują ją lisom w ludzkiej postaci.

## Popularne przysłowia z lisami w języku japońskim
Lisy, pełniące ważną rolę w japońskim folklorze, zyskały uznanie w języku japońskim, stając się motywem licznych przysłów i powiedzeń. Oto przykłady fraz, które ukazują ich obecność w językowym dziedzictwie Japonii:
- 狐の嫁入り (jap. kitsune no yomeiri) – fraza odnosi się do zjawiska deszczu podczas słonecznej pogody i jest często używana do opisania takiego zjawiska atmosferycznego. Dosłowne tłumaczenie tego wyrażenia to "ślub lisa".

- 狐につままれる (jap. kitsune ni tsumamareru) – używane jest, gdy ktoś czuje się całkowicie zaskoczony lub zdezorientowany. Dosłownie można to przetłumaczyć jako "złapany przez lisa", co podkreśla niespodziewany charakter danej sytuacji.

- 虎の威を借る狐 (jap. tora no i o karu kitsune) – wyrażenie to opisuje osobę, która udaje mocniejszą, niż jest w rzeczywistości, korzystając z autorytetu lub mocy innych. Dosłowne tłumaczenie to "lis, który pożycza autorytet tygrysa", co obrazuje osobę wykorzystującą władzę innej osoby do swoich celów.